# Никифоров, Сергей Иванович
Сергей Иванович Никифоров (2 февраля 1926 — 18 октября 2021) — ректор Восточно-Сибирского государственного института культуры (1968—1990 гг.), профессор, кандидат исторических наук, педагог, заслуженный работник культуры РСФСР, Республики Тыва и МНР.

## Биография
Никифоров Сергей Иванович родился 02.02.1926 в г. Улан-Удэ, в семье служащих.
В 1943 году был призван в ряды Советской Армии, воевал.
В 1946, после демобилизации Сергей Иванович начал работать в Борзинском райкоме ВЛКСМ Читинской области.
В 1947 году Никифорова назначили освобожденным секретарем комсомольской организации школ ФЗО г. Улан-Удэ, а затем перевели в Областной комитет ВЛКСМ Бурят-Монгольской АССР.
В 1950 году по путевке Обкома комсомола Никифорова направили в Москву, на учёбу в Высшую комсомольскую школу при ЦК ВЛКСМ.
1954—1960 гг Сергей Иванович работал в ОК КПСС заведующим сектором профсоюзных и комсомольских органов, одновременно обучаясь на историко-филологическом факультете Бурятского государственного педагогического института им. Д. Банзарова.
В 1967 году Никифоров Сергей Иванович защищает кандидатскую диссертацию в Иркутском государственном университете, тема: «Укрепление сельских парторганизаций в 1953—1958 гг. (На материалах парт. организаций Бурят. АССР)».
Январь 1968—1990 был назначен ректором Восточно-Сибирского государственного института культуры.
В 1997 году был удостоен звания Почетного профессора ФГОУ ВПО ВСГАКИ — в знак признания особых заслуг в развитии института культуры.
Скончался 18 октября 2021 года.

## Награды
- орден Дружбы
- медаль «За победу над Германией в Великой Отечественной войне 1941—1945 гг.»
- медаль «За доблестный труд. В ознаменование 100-летия со дня рождения В. И. Ленина», медаль «50 лет Победе в Великой Отечественной войне 1941—1945 гг.»
- медаль «60 лет Победе в Великой Отечественной войне 1941—1945 гг.»
- медаль «Ветеран труда»
- медаль «90 лет ВЛКСМ»
- медаль МНР «50 лет Монгольской народной революции»
- медаль «60 лет Монгольскому ревсомолу»
- нагрудный знак Министерства высшего образования СССР «За отличные успехи в работе», нагрудный знак Министерства культуры СССР и ЦК профсоюзов работников культуры «За отличную работу».